# Заньковские
Заньковские (пол. Zańkowski) — древний русский дворянский род.
Происходит из польского шляхетства. Фёдор Заньковский посол от Литовского Сената в Москве (1572). Юрий Заньковский маршал и при сборе податей. Сын его Григорий Заньковский выехал в Россию при Петре Великом и находился на воинской службе.
Род внесён в VI часть дворянской родословной книги Полтавской губернии.

## Описание герба
В щите, разделённом крестообразно на четыре части, посередине находится маленький овальный щиток голубого поля, с изображением серебряного полумесяца, рогами вверх. В верхней части, в красном поле, между двух золотых шестиугольных звезд, перпендикулярно означен золотой ключ бородкой вверх. В правой и левой частях, в серебряном поле, два чёрных орлиных крыла. В нижней части, в красном поле, серебряная крепость и по сторонам неё изображено солнце и серебряный полумесяц, рогами в правую сторону обращённый.
Щит увенчан дворянскими шлемом и короною со страусовыми перьями. Намёт на щите красный, подложенный золотом. Щитодержатели: два Поляка с копьями. Герб рода Заньковских внесён в Часть 6 Общего гербовника дворянских родов Всероссийской империи, стр. 148.

## Известные представители
- Заньковский Сергей Степанович — дворянин, полтавский городской голова (1913—1917).